# Беранже, Пьер-Жан де

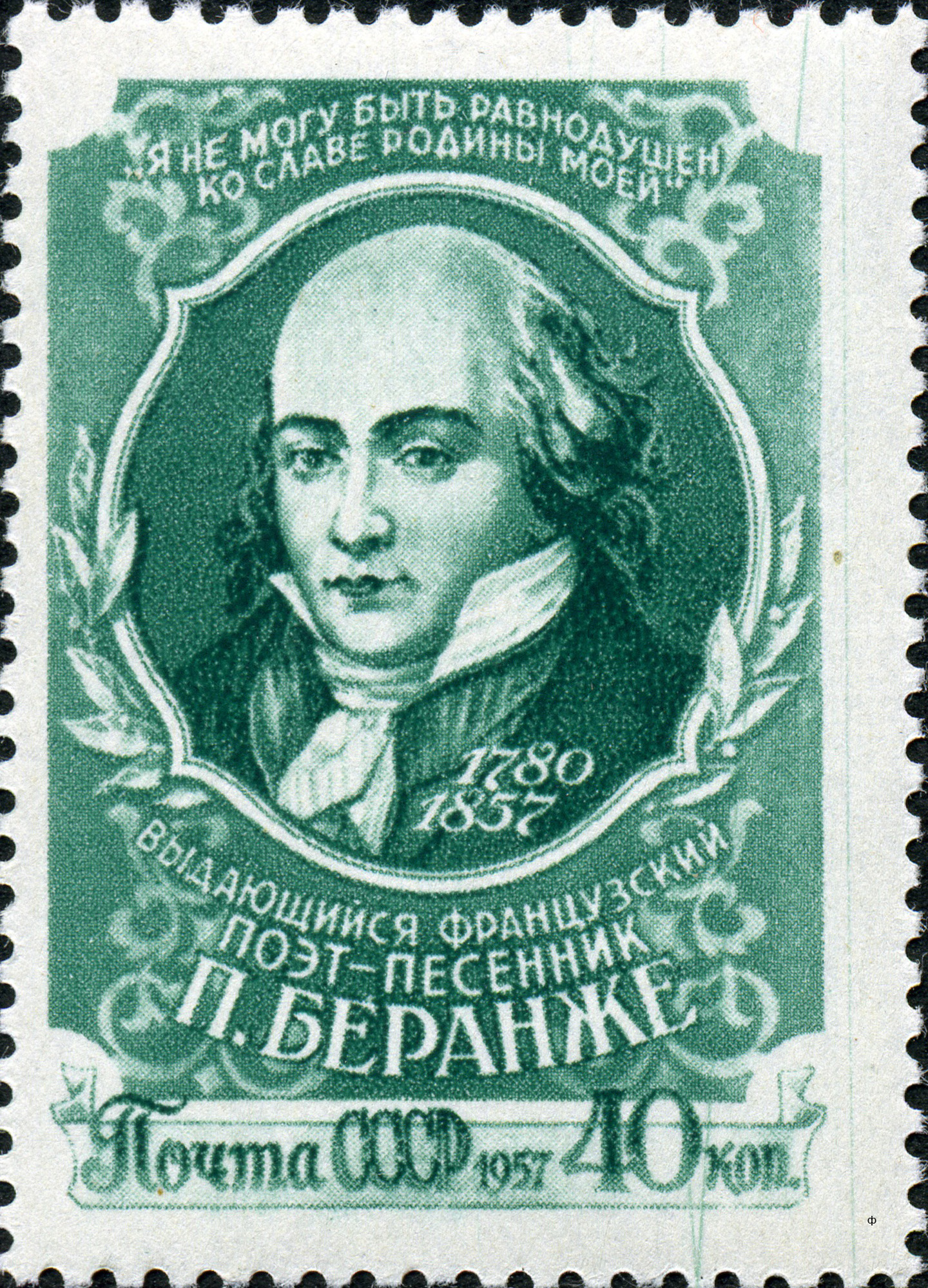
Почтовая марка СССР, 1957 год

Пьер-Жан де Беранже́ (фр. Pierre-Jean de Béranger, 19 августа 1780, Париж — 16 июля 1857, Париж) — французский поэт и сочинитель песен, известный прежде всего своими сатирическими произведениями.

## Биография
Беранже родился 19 августа 1780 года в Париже, в буржуазной семье (несмотря на приставку де в фамилии, он не был аристократом). Однако вскоре после брака родители разошлись, и ребёнок попал на воспитание к своему деду Пьеру Шампи, портному, у которого и находился первые десять лет, которому он впоследствии посвятил песню «Портной и волшебница».
В детстве стал свидетелем революционных событий, в частности видел разрушение Бастилии. Учился в Перонне в школе, организованной по принципам Ж. Ж. Руссо. В молодости переменил ряд профессий: был учеником часовых дел мастера, трактирным слугой, библиотекарем, учился ювелирному делу и др.
В первых поэтических опытах Беранже (1796) видно влияние классицизма, но вскоре поэт осваивает более простой и демократичный песенный жанр. Первые образцы песен (анакреонтического содержания) были созданы им в 1802 году, первый же поэтический сборник «Песни нравственные и другие» был опубликован в 1815 году. Со временем политическая направленность сочинений Беранже усилилась: в его песнях содержалась резкая критика аристократии («Маркиз де Караба», Marquis de Carabas, 1816), Людовика XVIII («Навуходоносор», Nabuchodonosor, 1823), иезуитов («Святые отцы», Les révérends pères, 1819). В ряде песен Беранже заметно влияние утопического социализма («Священный союз народов», La Sainte-Alliance des peuples, 1818). Беранже был одним из создателей романтического мифа о Наполеоне, так называемой «наполеоновской легенды» («Пятое мая», Le cinq mai, 1821). В известной песне «Народная память» Беранже также поэтизировал Наполеона как императора-демократа, не брезговавшего зайти в любую крестьянскую хижину и поговорить с простым народом.

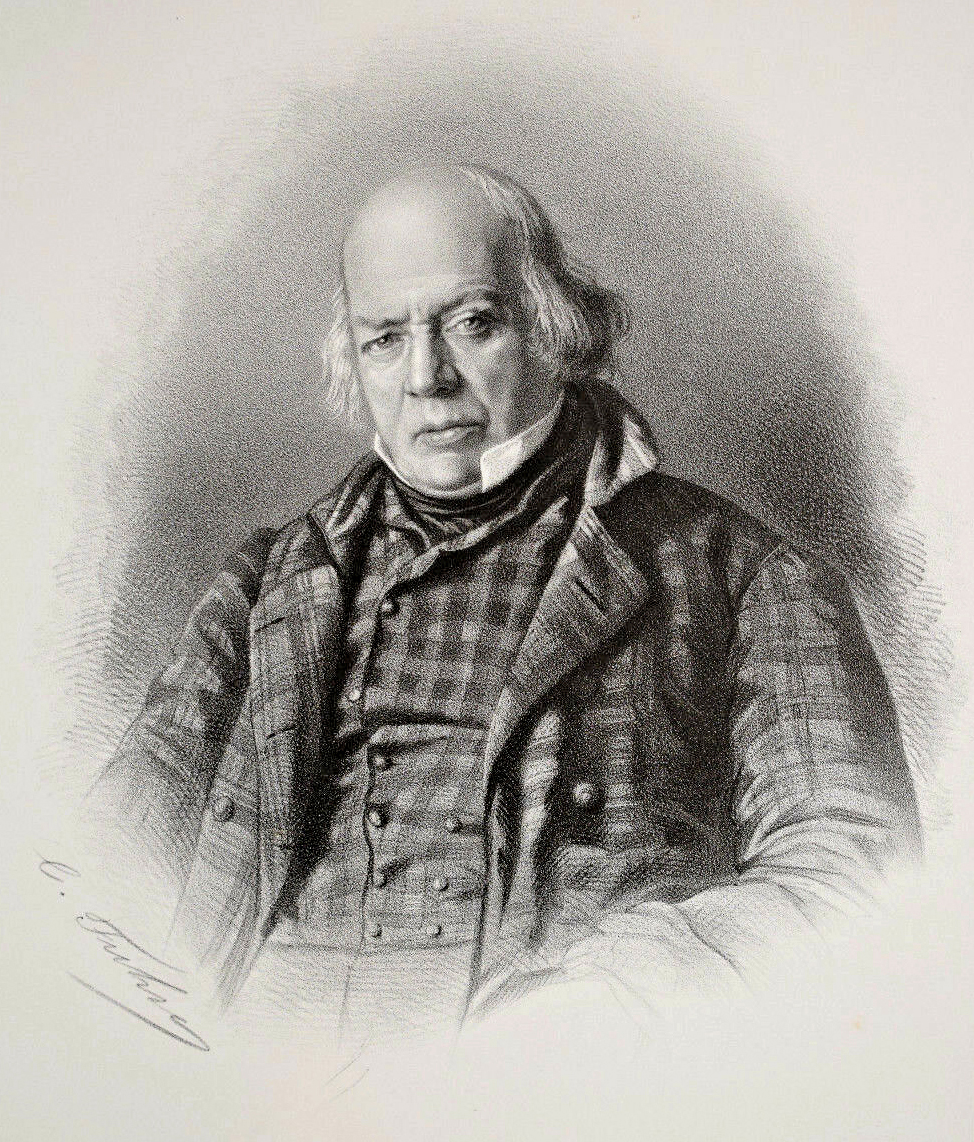
Беранже в 1839 году.

В 1821 и 1828 годах Беранже подвергался тюремному заключению за печать своих песен в виде сборников-томов. Суды, проводившиеся во время Реставрации, производили огромное впечатление на публику, что только помогало ему продавать больше книг и получать ещё большую известность. Друзья и знакомые посещали Беранже (в 1828 году в тюрьме его гостями были Александр Дюма и Виктор Гюго), присылали ему письма, стихи, подарки. В дни Июльской революции 1830 года поэт был очень активен. Он оказался в штабе восстания, принимал участие в решении вопроса о будущей форме правления. В 1833 году, после издания своего нового сборника Беранже хотел совсем отойти от литературной жизни и уехал из Парижа. В последний период своего творчества он практически не публиковался. Лишь в 1847 году Беранже издает небольшой сборник, куда входит десять песен. Скончался 16 июля 1857 года, тремя месяцами пережив подругу своей жизни Жюдит Фрер.
И. В. Гёте, который неоднократно положительно высказывался о творчестве французского поэта в январе 1827 года говорил про его творчество своему секретарю И. П. Эккерману:
— Эти песни, — сказал он, — следует рассматривать как лучшие творения такого жанра, они поистине совершенны, особенно если подумаешь об их переливчатом рефрене, — без него они, пожалуй, чересчур серьезны, чересчур остроумны и эпиграмматичны. Беранже всегда напоминает мне Горация и Гафиза, эти оба тоже стояли над своим временем, с веселой насмешкой бичуя упадок нравов. Беранже занял ту же позицию в отношении окружающего его мира. Но так как он выходец из низких слоев общества, то беспутство и пошлость не столь уж ненавистны ему, я бы даже сказал, что он говорит о них не без некоторой симпатии.
Беранже оказал значительное влияние на творчество испанского поэта Агилеры.

## Беранже в России
Беранже стал известен в России ещё в первой четверти XIX века. Однако в это время в России, по позднейшему замечанию Н. Г. Чернышевского, Беранже «не понимали, считая его не более, как певцом гризеток». Кроме того в отношении его стихов действовали цензурные ограничения. А. С. Пушкин упоминает «Беранжера» в «Графе Нулине».
Н. А. Добролюбов писал в 1858 году про распространенность поэзии Беранже в России следующее: «Переводов этих песен почти не было, а если и появлялись они, то всегда, по какой-то странной случайности, выбор переводчиков падал на самые невинные вещи Беранже, и печатались эти переводы, тоже по какой-то особенной скромности, с невинным изъяснением: с французского, а иногда и вовсе без изъяснения». В. Г. Белинский в одной из статей называет Беранже «народным поэтом» Франции, а в письме к В. П. Боткину в 1841 году пишет, что «боготворит» его: «Это французский Шиллер, это апостол разума, в смысле французов, это бич предания. Это пророк свободы гражданской и свободы мысли».
В Российской Империи произведения Беранже стали известны в XIX веке благодаря переводам В. С. Курочкина и М. Л. Михайлова.
В советскую эпоху его стихи переводили В. Е. Чешихин-Ветринский, П. Г. Антокольский, В. Г. Дмитриев, В. В. Левик, В. А. Рождественский, Пьер Жан, Л. Руст, М. А. Тарловский, А. С. Эфрон и др.
На стихи «Старый капрал», в переводе Курочкина, А. С. Даргомыжский написал одноимённую драматическую песню, интересную музыковедам как музыкальное произведение в форме песни, но с припевом в форме марша. Наиболее известным певцом XIX века, исполнявшим этот романс, был Ф. И. Шаляпин.
Известен также романс «Нищая» («Подайте ж милостыню ей») на музыку Александра Алябьева, слова перевёл Дмитрий Ленский. Известные исполнители — Галина Карева, Жанна Бичевская, Людмила Гурченко, Эдуард Хиль, Джемма Халид, Тамара Калинкина.
В 1979 году певец и композитор Александр Градский записал на Всесоюзной студии грамзаписи " Мелодия" вокальную сюиту "Утопия AG": авторская музыка на стихи П. Беранже. Пластинка вышла в свет в 1987 году.
Автобиография Беранже, написанная в 1840 году, была издана в 1857, после его смерти. На русский она была переведена В. Д. Костомаровым (Беранже, «Моя биография», М. 1861; переиздано без имени переводчика в 1-м томе «Полного собрания песен» Беранже СПб., 1904). Практически одновременно Чернышевский, арестованный по доносу Костомарова, и сидя в Петропавловской крепости, перевел некоторые отрывки из «Моей биографии» — в частности «Историю тетушки Жари».